# Matilda Highway
Der Matilda Highway ist eine Fernstraße im Outback des australischen Bundesstaats Queensland. Die 1.356 Kilometer lange Straße ist die westlichste der großen Nord-Südrouten Queenslands. Sie wurde nach der „inoffiziellen Nationalhymne“ Australiens, Waltzing Matilda, benannt. In Winton im nordwestlichen Abschnitt befindet sich auch das bei einem Großbrand im Juni 2015 zerstörte und 2018 neu erbaute Waltzing Matilda Centre.

## Verlauf
Der nordwestliche Teil beginnt 14 Kilometer östlich von Cloncurry und verläuft 954 Kilometer weit nach Südosten bis nach Augathella. In diesem Bereich heißt die Straße auch Landsborough Highway (NA2). Dann folgt ein 83 Kilometer langer Streckenabschnitt nach Südwesten, der in Charleville endet, auch als Mitchell Highway verzeichnet wird und als Alternativroute A2 ausgeschildert ist. Von dort verläuft der Matilda Highway / Mitchell Highway als A71 über 319 Kilometer nach Süden bis zur Grenze nach New South Wales bei Barringun.

## Quelle
- Steve Parish: Australian Touring Atlas. Steve Parish Publishing, Archerfield QLD 2007, ISBN 978-1-74193-232-4, S. 16, 17, 19.